# Zwergenhöhle (Herrenstrunden)

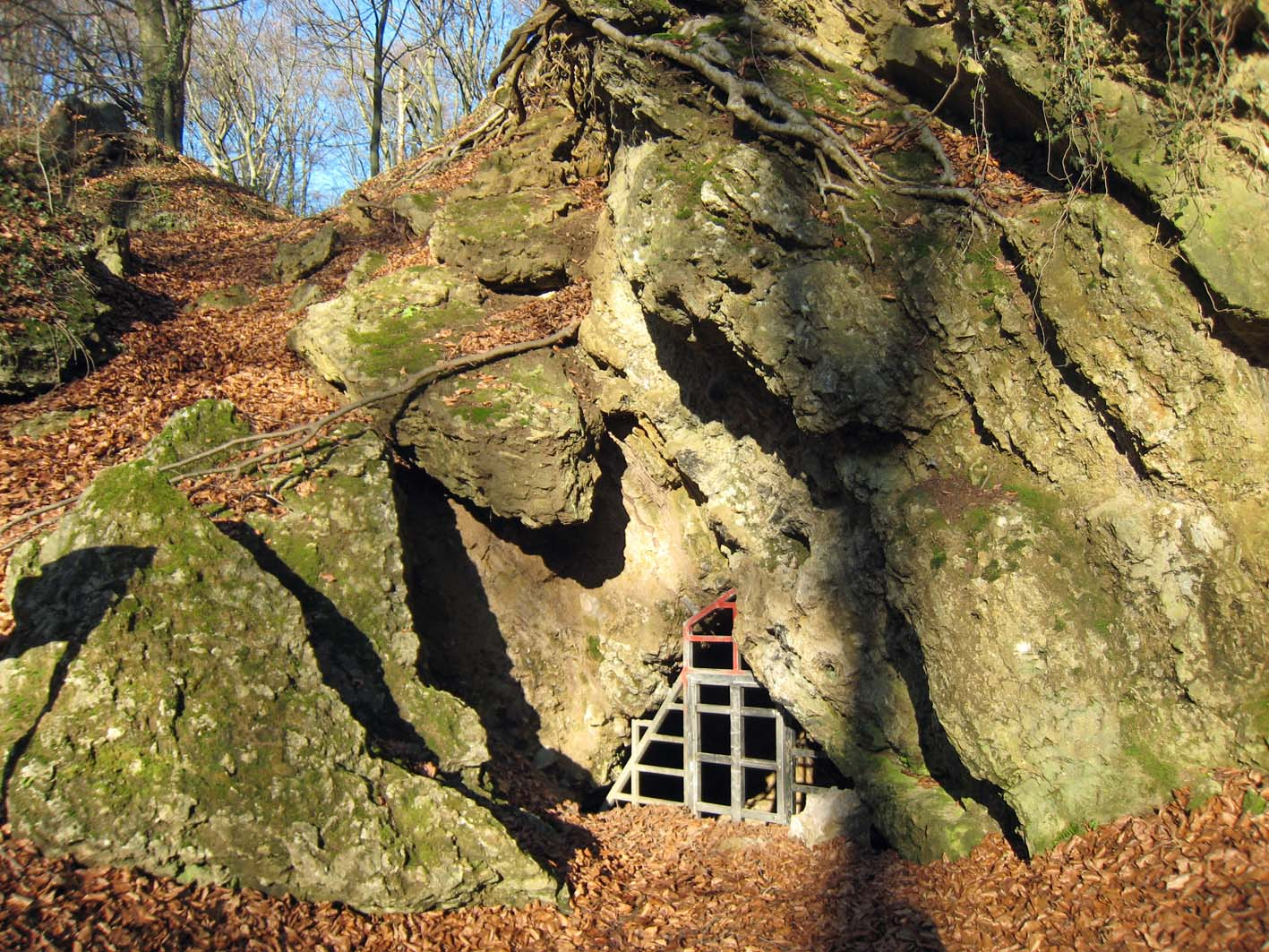
Verschlossener Eingang der Zwergenhöhle

Die Zwergenhöhle Herrenstrunden ist eine durch Steinbrucharbeiten angeschnittene Karsthöhle in der Paffrather Kalkmulde. Sie liegt im Strundetal auf dem Gemeindegebiet von Odenthal an der Straße von Herrenstrunden nach Spitze.

## Geologische Entwicklung
In der bergischen Mundart heißt sie Quergskuhl (wörtlich übersetzt: Zwergenkaule).
Die Zwergenhöhle befindet sich in einem mitteldevonischen Riffkalkstein, der sich hier vor 380 Millionen Jahren aus einem tropischen Flachmeer gebildet hat. Nach der Ablagerung der Kalksteine wurden die Gesteine in verschiedenen Erdzeitaltern zum Teil tiefreichend verkarstet. Während des Tertiär begann sich die Niederrheinische Bucht verstärkt einzusenken. Damit verbunden war unter subtropischen Klimabedingungen eine intensive Lösungsverwitterung des Kalksteins und eine Tieferlegung des Grundwasserspiegels. Vorhandene Trennflächen wurden durch Lösung von Karbonaten teilweise bis zu Höhlen erweitert. Ein reicher Formenschatz an Karsterscheinungen entstanden in der Umgebung von Bergisch Gladbach. Neben Höhlen sind häufig auch Ponore, Dolinen und Karstquellen anzutreffen.

## Schutzmaßnahmen
Die Höhle ist dauerhaft verschlossen, damit hier Fledermäuse ungestört überwintern können, es wurden bisher überwinternde Braune Langohren, Große Mausohren und Wasserfledermäuse gefunden.

## Sagen
In seiner Sagensammlung hat Otto Schell unter dem Titel Die Quergskuhl bei Herrenstrundfen folgende Sage überliefert:

## Naturdenkmal
Die Zwergenhöhle ist unter der Nummer OD_2.3-09 als Naturdenkmal in Odenthal im Landschaftsplan „Südkreis“ des Rheinisch-Bergischen Kreises eingetragen.